# Heiligabend-Stroh

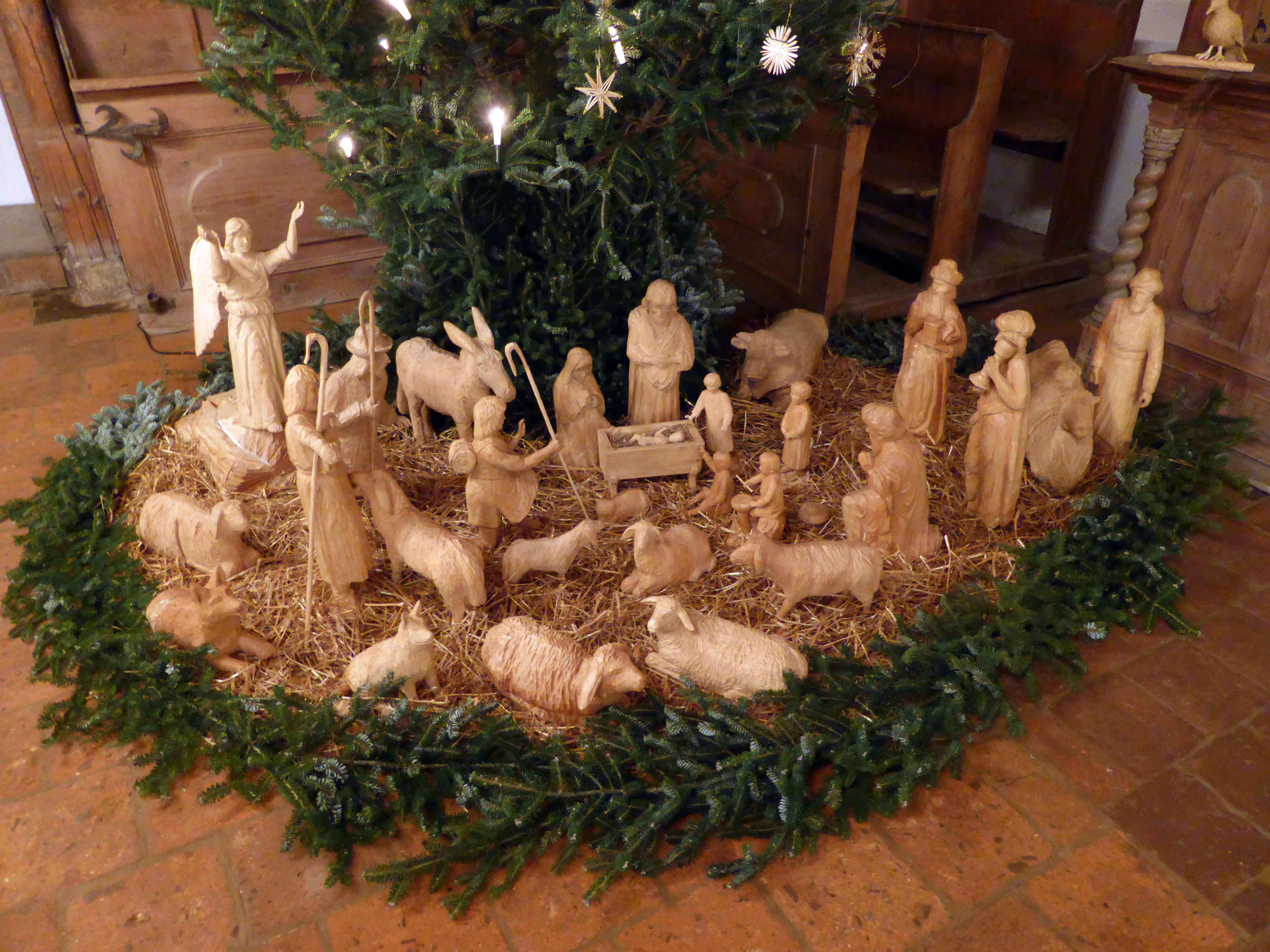
Weihnachtskrippe mit Heiligabend-Stroh in der
Bergkirche (Oberneuschönberg)

Mit Heiligabend-Stroh (auch Heilig-Abend-Stroh, Jul-Stroh) wird hauptsächlich im Erzgebirge, im Vogtland, in Teilen der Lausitz, Polen und Nord- und Südosteuropa die weihnachtliche Stube oder der Platz unter dem Tannenbaum ausgelegt.
Der Brauch erinnert in vielen Gegenden traditionell an die Geburt des Jesuskindes in einem Stall. In einigen Regionen wird das Stroh in der Adventszeit zu langen Zöpfen geflochten, die anschließend zu einer Matte zusammengebunden werden. Am Heiligabend wurden die Matten in der Wohnstube ausgelegt. Im Erzgebirge verschwand der jahrhundertelange Brauch mit der Einführung der Dreschmaschine in den 1920er Jahren und wird heute vielfach lediglich symbolisch gepflegt. Oft werden heute die Krippenfiguren in den Wohnstuben und Kirchen auf einer Lage Stroh aufgestellt. In einigen Gegenden des Erzgebirges legt man das Stroh am Weihnachtsabend unter die Tischdecke.
Auch in der Lausitz wurden früher zum Heiligabend die Wohnstuben mit Stroh ausgelegt. In der folgenden Nacht schliefen alle Bewohner des Hauses auf dem Stroh, um ihre gleichberechtigte Zusammengehörigkeit innerhalb der Familie zu bekunden.
In Südosteuropa wird an Heiligabend unter dem Esstisch Stroh verteilt, in dem die Mutter kleine Geschenke für die Kinder versteckt oder auf dem Speisen ausgebreitet werden. Auch in Polen besitzen Strohbündel in der Stube zur Weihnachtszeit eine große Tradition. Zum einen symbolisiert das Stroh die Krippe mit dem Jesuskind, zum anderen bittet man damit um eine reiche Ernte im nächsten Jahr.
In Nordeuropa werden – nachdem man die traditionellen Julgarben auf Stangen vor dem Haus befestigt hat – die Wohnstuben mit dem sogenannten Julstroh ausgelegt, auf dem alle Hausbewohner die kommende Nacht schlafen.